# 오쿠보 노리히로

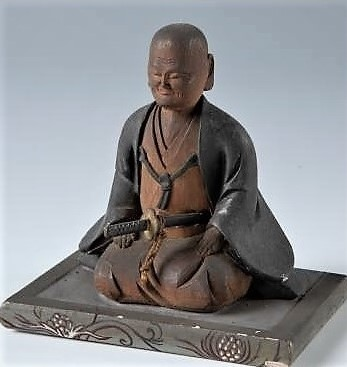
오쿠보 노리히로

오쿠보 노리히로(일본어: 大久保教寛, 1657년 ~ 1738년 2월 5일)는 에도 시대 전기부터 중기까지의 하타모토, 다이묘이다. 스루가 마쓰나가 번 초대 번주를 지냈다. 오기노 야마나카 번 오쿠보가 시조.
노리히로는 오다와라번주 오쿠보 다다토모의 차남으로 태어났다.
|  | 제1대 마쓰나가 번 번주 (오쿠보가) 1706년 ~ 1730년 | 후임 오쿠보 노리마사 |